# Prunus
Prunus és un gènere compost per arbres i arbustos que pren el nom de la prunera, que és considerat el tipus d'on derivarien les altres espècies, entre les quals es troben entre les conreades els cirerers, presseguers (i nectarina), albercocs i ametllers i entre les silvestres l'aranyoner (Prunus spinosa).
El gènere Prunus està classificat dins la família Rosaceae dins la subfamília Prunoideae (o Amygdaloideae), però alguna vegada s'ha classificat dins la seva pròpia familia: Prunaceae (o Amygdalaceae).
Hi ha centenars d'espècies del gènere Prunus que són originàries de l'hemisferi nord en zones de clima temperat.
Als Països Catalans són autòctones les espècies: Prunus prostrata, Prunus mahaleb, Prunus lusitanica, Prunus avium, Prunus padus, Prunus spinosa i Prunus domestica.

## Classificació
- Subgèneres de Prunus:
  - Subgènere Amygdalus: (ametllers i presseguers)
  - Subgènere Prunus: (pruneres i albercoquers)
  - Subgènere Cerasus: (cirerers Prunus avium i guinders Prunus cerasus)
  - Subgènere Lithocerasus: (cirerers nans) Prunus pumila
  - Subgènere Padus: Prunus padus i Prunus laurocerasus

## Algunes espècies per continent

### Món antic
- Prunus africana: (Àfrica Subsahariana i Madagascar)
- Prunus apetala: (El Japó)
- Prunus armeniaca, albercoquer: (Àsia central a la Xina)
- Prunus avium, cirerer (Europa i Àsia)
- Prunus brigantina: (França)
- Prunus buergeriana: (Japó)
- Prunus campanulata: (La Xina i Taiwan)
- Prunus canescens: (La Xina)
- Prunus cantabridgensis.
- Prunus caspica.
- Prunus cerasus, guinder (Euràsia)
- Prunus cerasifera: mirabolà (Euràsia)
- Prunus cocomilia: (Itàlia)
- Prunus cornuta: (L'Himàlaia)
- Prunus dasycarpa.
- Prunus davidiana: (La Xina)
- Prunus divaricata.
- Prunus domestica, prunera.
- Prunus dulcis, ametller.
- Prunus grayana: (Japó)
- Prunus incana.
- Prunus incisa, punyoner.
- Prunus insititia, prunyoner.[2]
- Prunus italica.
- Prunus jacquemontii.
- Prunus japonica.
- Prunus laurocerasus, llorer-cirer
- Prunus lusitanica, llorer bord: (Península Ibèrica)
- Prunus maackii.
- Prunus mahaleb, cirerer de Santa Llúcia (Europa)
- Prunus maximowiczii.
- Prunus mume.
- Prunus nipponica.
- Prunus padus, cirerer bord: (Euràsia)
- Prunus persica: presseguer (probablement d'origen asiàtic)
- Prunus prostrata: (La Mediterrània)
- Prunus ramburii.
- Prunus salicina.
- Prunus sargentii.
- Prunus serrula.
- Prunus serrulata, cirerer del Japó
- Prunus sibirica.
- Prunus simonii.
- Prunus sogdiana.
- Prunus speciosa.
- Prunus spinosa: aranyoner.
- Prunus spinulosa.
- Prunus ssiori.
- Prunus subhirtella.
- Prunus tenella.
- Prunus tomentosa.
- Prunus ussuriensis.
- Prunus ursina.
- Prunus verecunda.
- Prunus yedoensis.
- Prunus zippeliana.

### Nord d'Amèrica
- Prunus allegheniensis
- Prunus americana: prunera americana
- Prunus andersonii
- Prunus angustifolia
- Prunus besseyi
- Prunus caroliniana
- Prunus emarginata
- Prunus hortulana
- Prunus ilicifolia
- Prunus maritima
- Prunus mexicana
- Prunus munsoniana
- Prunus nigra
- Prunus pensylvanica
- Prunus pumila
- Prunus serotina
- Prunus subcordata
- Prunus virginiana